# Flight Spotting

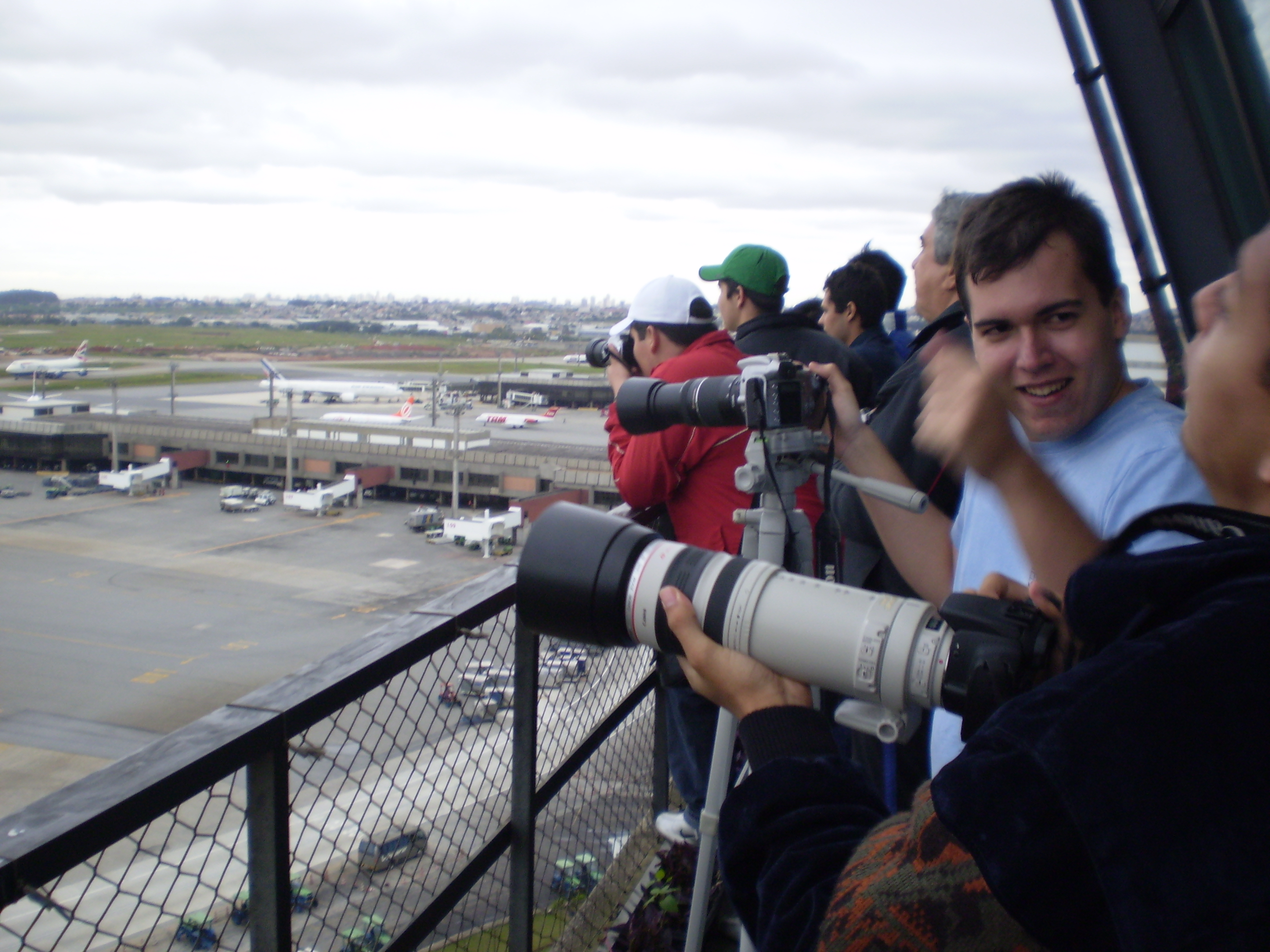
Spotters vid São Paulo Guarulhos International Airport.

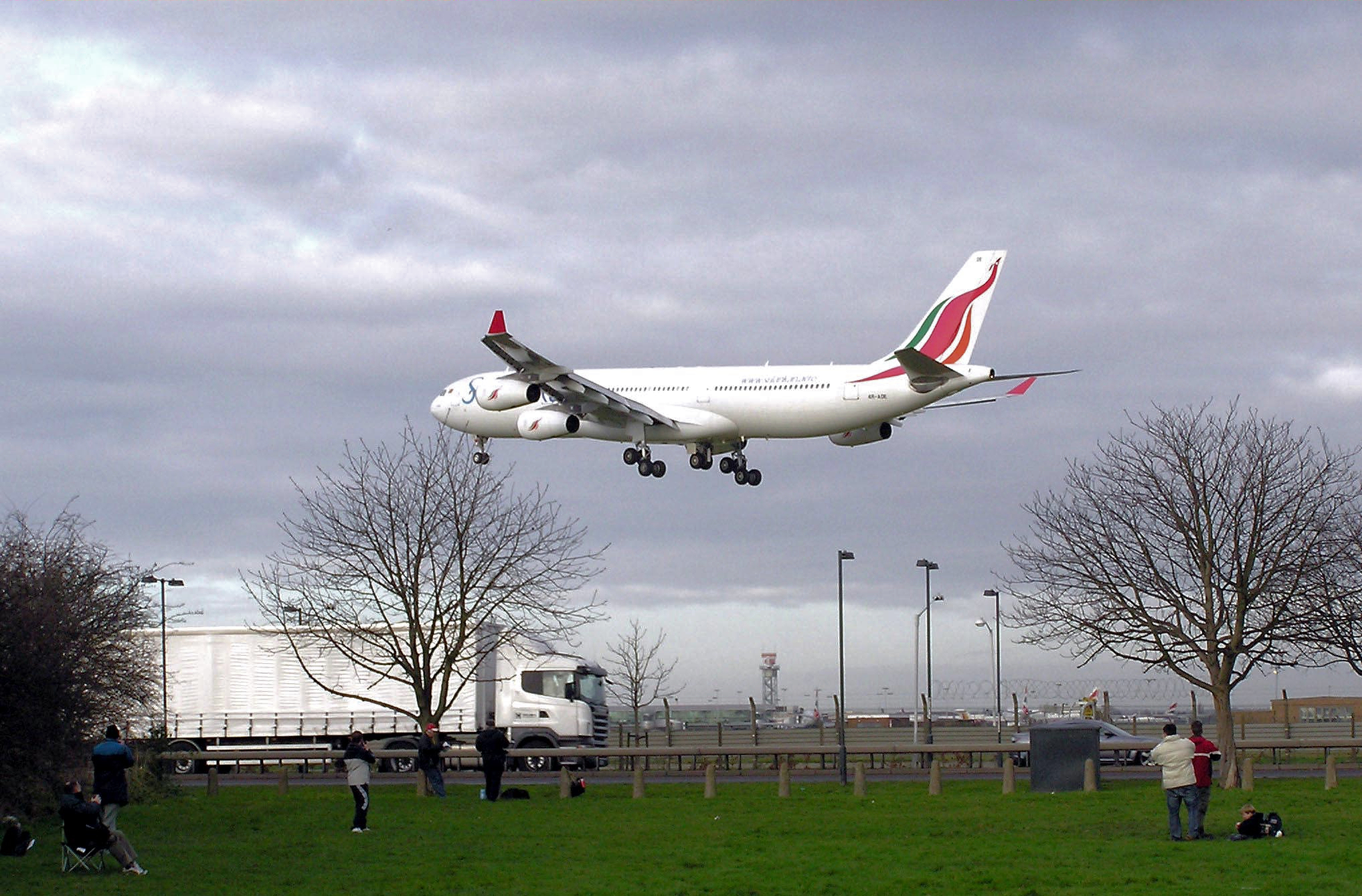
En Airbus 340 från SriLankan Airlines landar på London Heathrow Airport.

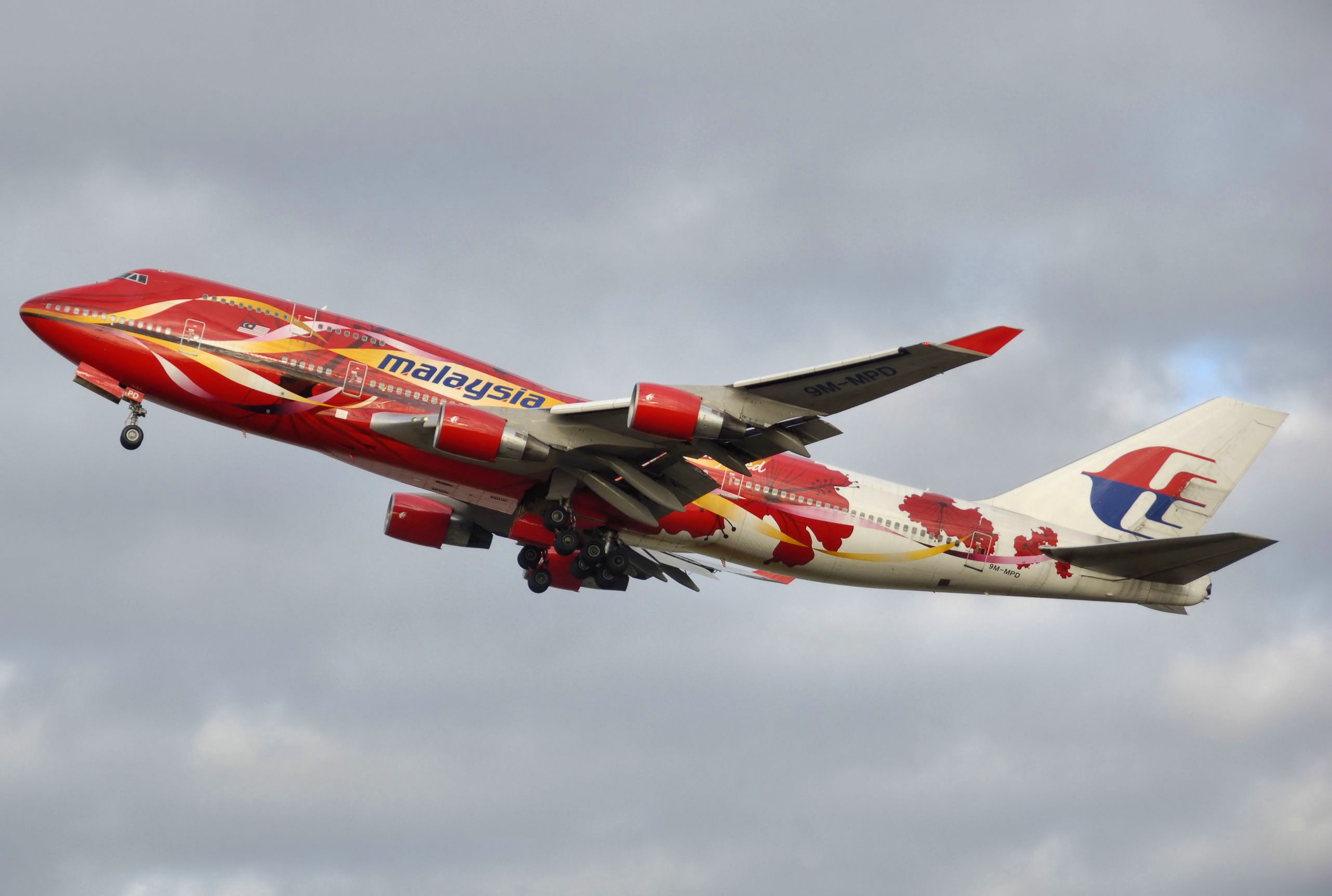
Flygplan med säregen målning har en speciell dragningskraft på plane spotters. Här en Boeing 747-400 från Malaysia Airlines.

En plane spotter eller flygentusiast är en person som samlar information om och bilder på flygplan som en hobby. Viktiga element i plane spotting kan vara att "samla på" så många olika flygplan som möjligt, att hitta flygplan som är speciella i något avseende eller bara att ta fina bilder.
Förr i tiden var många plane spotters bara utrustade med ett anteckningsblock, där de kunde skriva ner flygplanens registreringsnummer. Numera tar de flesta "spottare" bilder med digitalkamera för att dokumentera sina fynd. Mera seriösa "spottare" använder dessutom en liten radioskanner för att lyssna på radiokommunikationen mellan piloter och flygledare. Därigenom kan de tidigt få reda på vilka flygplan som är på väg att landa. För många plane spotters handlar det om att hitta flygplan som är sällsynta gäster på en viss flygplats, men också välkända flygplanstyper med speciell målning står högt i kurs. Några entusiaster använder sin semester till att resa runt till olika flygplatser, enbart för att titta på flygplan.
Med slangordet "soffaspottare" menar man plane spotters som "spottar" från sitt hem. Det kan de göra med en radioskanner och en Mode-S radar, som ger dem radarbilder från omgivande luftrum. På så sätt kan de snabbt ta reda på vad det var för flygplan som kom susande över deras hus. Flightradar24 och liknande tjänster kan fylla en liknande funktion.